# Atommasse
Atommasse er massen af et specifikt atom målt i atommasseenheden units. Det er den samlede vægt af atomets nukleoner samt elektroner.
Atomvægt er gennemsnitsatommassen af et grundstofs forekommende isotopsammensætning